# Partito Comunista d'Opposizione
Il Partito Comunista d'Opposizione, noto anche come Partito Comunista Tedesco di Opposizione (in tedesco Kommunistische Partei-Opposition o anche KPD-Opposition, abbreviato in KPO, KPD-O o KPDO), fu un partito comunista tedesco nato nel 1928 da una scissione dell'ala destra del Partito Comunista Tedesco (KPD).

## Storia

### La "destra" nel KPD
Il partito traeva origine dall'ala del KPD legata a Heinrich Brandler e August Thalheimer, ala che guidò il partito tra il 1921 e il 1923. Nonostante le due rivolte fallite (l'Azione di marzo nel 1921 e la rivolta di Amburgo nell'ottobre 1923), in questo biennio la politica comunista fu caratterizzata dalla tattica dell fronte unico (in tedesco Einheitsfront) "dall'alto e dal basso", vale a dire una politica di cooperazione e apertura verso i socialdemocratici dell'SPD che non si limitasse a un dialogo con la base socialdemocratica (come sosteneva l'ala sinistra del partito) ma includesse una collaborazione anche con i vertici in vista di obiettivi comuni.
La fine del periodo di egemonia da parte della destra iniziò con l'abortita rivolta di Amburgo nell'ottobre del 1923, dopo la quale il partito fu posto per alcuni mesi fuori legge e i suoi leader vennero ricercati dalla polizia. Il dibattito sulle responsabilità della "sconfitta di ottobre" portò l'anno successivo alla creazione da parte di una buona parte dell'ex maggioranza di una nuova corrente, chiamata Mittelgruppe, su posizioni centriste tra le due ali, alla fine del sostegno sovietico al vecchio gruppo dirigente, e infine alla sconfitta di quest'ultimo nel 9º congresso, che sancì la vittoria della sinistra. Complice l'esilio in Unione Sovietica di Brandler (che una volta in URSS fu confinato in Kazakistan) e Thalheimer, l'ala destra comunista conobbe un rapido declino, venendo emarginata dalla nuova dirigenza, attraverso la lotta interna contro il "luxemburghismo" nell'ambito della cosiddetta "Bolscevizzazione" del partito, che portò al progressivo annullamento della democrazia interna. Ai margini della vita politica del partito durante la turbolenta fase di lotte intestine tra 1925 e 1928, ciò che rimaneva della corrente rimase nel partito, chiedendo maggiore democrazia interna e opponendosi nel 1928 alla svolta di "ultrasinistra" del Comintern, che avrebbe sancito la linea politica del "Socialfascismo", e quindi dell'assoluto rifiuto di qualsiasi collaborazione con i partiti e i sindacati socialdemocratici (l'ala comunista nei sindacati liberi afferenti alla Confederazione generale dei sindacati tedeschi infatti si scinderà creando il sindacato comunista RGO).
In seguito all'Affare Wittorf (un caso di corruzione nel KPD che portò prima alla rimozione del segretario Thälmann e poi alla sua riabilitazione su pressione di Stalin) e alla successiva definitiva stalinizzazione del partito, l'ala destra venne infine espulsa. L'inizio al processo di epurazione venne dato da una seduta del Comitato esecutivo dell'Internazionale Comunista, in cui Stalin chiese misure contro il "pericolo socialdemocratico" nel KPD. Il Comitato esecutivo decise di espellere da Comintern e KPD Erich Hausen e Heinrich Galm, candidati al Comitato Centrale del KPD, dando al contempo a quest'ultimo via libera per l'espulsione dell'intera opposizione di destra. Nella seduta del Comitato Centrale tenuta tra 13 e 14 dicembre 1928, col solo voto contrario di Clara Zetkin, vennero espulsi Brandler e Thalheimer (nel frattempo ritornati in Germania), mentre venne chiesta la sottomissione alla volontà del Comitato ad altri importanti dirigenti che simpatizzavano con le loro posizioni (Paul Frölich, Jakob Walcher, August Enderle), che rifiutarono e a loro volta abbandonarono il partito, mentre nei mesi seguenti furono espulsi quasi tutti i quadri e militanti ascrivibili all'ala destra (all'incirca 6000 iscritti).

### Il KPO come partito autonomo

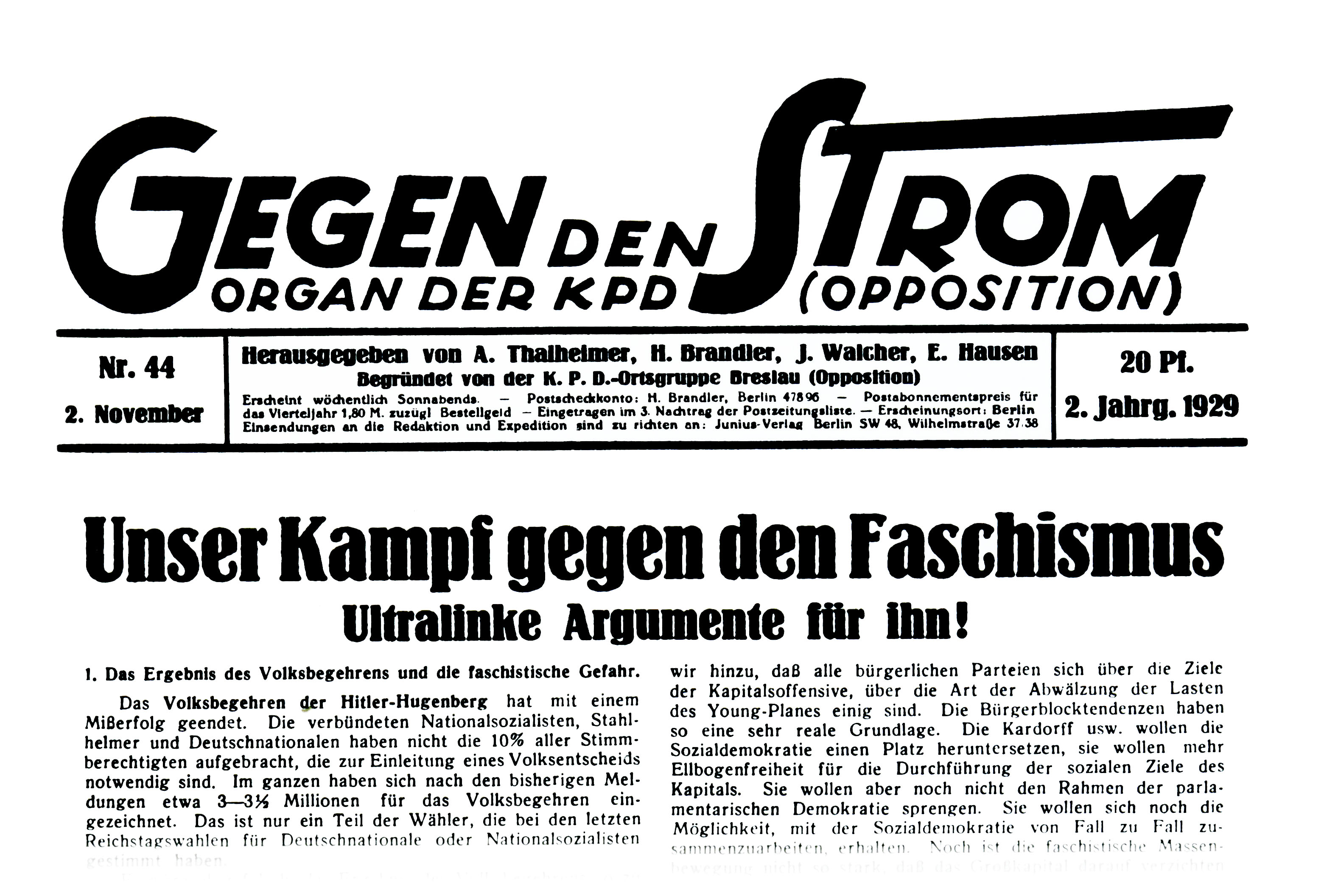
Gegen den Strom, l'organo ufficiale del partito

Il KPO fu fondato il 29 dicembre 1928, mentre la testata ufficiale Gegen den Strom iniziò le pubblicazioni nel gennaio successivo. L'obiettivo principale rimaneva la costruzione di un "partito rivoluzionario di massa" nell'ambito della strategia dell fronte unico, con l'obiettivo di breve periodo di riconquistare il controllo del KPD. I rapporti con gli ex compagni erano in ogni caso molto tesi, dato che questi ultimi consideravano gli scissionisti "socialfascisti" e "nemici di classe", mentre il KPO polemizzava aspramente contro la teoria del socialfascismo e la politica sindacale isolazionista tipiche del nuovo corso del KPD. La struttura organizzativa del KPO ricalcava quella del KPD precedente alla bolscevizzazione, con un'unità di base costituita dai gruppi territoriali (nel 1929 tra i 60 e 70) invece che dalle "cellule" nei luoghi di lavoro come nel KPD degli anni Trenta. Le roccaforti erano, come per la vecchia destra comunista, Turingia, Sassonia, Assia-Nassau e l'area attorno a Stoccarda. Lo scarso numero di aderenti (tra 3500 e 6000 nel 1929, vi furono al massimo 6500 iscritti) era in parte compensato dal fatto di poter contare su molti esperti ex funzionari del KPD, ragion per cui l'influenza del partito fu da subito relativamente maggiore della sua mera grandezza numerica, specie tra gli intellettuali di area comunista.
Sul piano internazionale il partito sarà nel 1930 tra i maggiori fondatori dell'Internazionale dell'Opposizione Comunista, assieme al Partito Socialista svedese, anch'esso scissione di destra del locale partito comunista, e ad altri partiti minori. Tuttavia il KPO, almeno dopo i primi tempi, si astenne da ogni critica all'URSS e alla sua leadership (veniva anzi salutato lo "sviluppo economico socialista dell'Unione Sovietica"), limitandosi a stigmatizzare i processi di stalinizzazione in corso nel KPD e nel Comintern. La motivazione era essenzialmente tattica poiché nel partito si credeva impossibile tornare alla guida del movimento comunista tedesco contro il volere sovietico e si sperava che Mosca non si sarebbe opposta se si fosse dimostrata lealtà a Stalin e si fosse evitato di immischiarsi nelle lotte politiche intestine al PCUS.
La politica del partito fu orientata come prevedibile verso l'unità del movimento operaio, in un periodo in cui quest'ultimo era sempre più diviso tra comunisti e socialdemocratici, chiedendo di far pagare i costi della crisi economica alla borghesia e la messa al bando delle organizzazioni fasciste, appellandosi nel contempo ai due partiti maggiori per la costituzione di organizzazioni di autodifesa dei lavoratori, manifestazioni comuni per il 1 maggio e la formazione di comitati antifascisti transpartitici, misure viste come imprescindibili per impedire l'ascesa del nazismo. Tuttavia, nonostante alcune azioni unitarie a livello locale, queste richieste rimasero inascoltate dai vertici dei due partiti, e anzi vi furono numerosi casi di aggressioni a militanti del KPO da parte di picchiatori comunisti. La politica unitaria porterà il partito ad cercare di scongiurare la divisione in occasione delle presidenziali del 1932, appellandosi ai partiti maggiori per una candidatura unitaria delle sinistre in modo da scongiurare il pericolo dell'avvento del fascismo, una richiesta che però si scontrerà con la volontà comunista di mantenere la candidatura del proprio segretario Thälmann, mentre l'SPD opterà per l'appoggio a Hindenburg. Il KPO appoggerà infine anch'esso Thälmann.
Nel 1932 in ogni caso era ormai chiaro l'insuccesso del KPO, dato che nonostante l'accuratezza dell'analisi della fase politica, non era riuscito ad aumentare il proprio seguito in modo significativo. Il partito si era presentato ben raramente sul campo elettorale ma quando lo aveva fatto aveva ottenuto risultati ben poco incoraggianti, come un 0,3% alle elezioni provinciali di Hannover nel novembre 1929. Il proletariato tedesco (e i quadri di partito) rimasero infatti fedeli ai due grandi partiti storici, in un momento peraltro in cui l'intero movimento operaio era in difficoltà e sulla difensiva e dunque non propenso a sostenere nuovi partiti. Inoltre, nonostante il partito evitasse critiche all'URSS e fosse attento a evitare di farsi identificare con gli oppositori della politica staliniana, Trockij a sinistra e Bucharin a destra, la critica ai processi di stalinizzazione nel Comintern e nel KPD fu facilmente fatta apparire da quest'ultimo come un attacco all'Unione Sovietica, cosa che non era popolare in un proletariato tedesco (anche quello socialdemocratico) ancora largamente filosovietico. Infine, proprio nel 1932, il partito si divise.
La scissione del KPO del 1932 nacque dalla diversa valutazione data riguardo al SAP, un partito nato nell'autunno 1931 da una scissione dell'ala sinistra dell'SPD. I due partiti, KPO e SAP, erano per molti versi simili: chiedevano entrambi un avvicinamento tra KPD e SPD e avevano sviluppato due letture di fase e due analisi sul pericolo costituito da nazismo fra loro molto simili. Ciò che li differenziava era che se la maggioranza del KPO si pensava ancora come una corrente del KPD, momentaneamente fuori dal partito ma in futuro potenzialmente di nuovo a capo del movimento comunista tedesco, il SAP (che aveva un numero di iscritti cinque volte maggiore del KPO) voleva invece costruire una terza forza tra SPD e KPD. Questa divergenza di vedute porterà nel gennaio 1932 alla fuoriuscita della minoranza guidata da Jacob Walcher e Paul Fröhlich, che entrerà nel SAP.

### Dopo il 1933: clandestinità ed esilio
L'aver previsto e valutato realisticamente le caratteristiche della dittatura nazista, permise al KPO di arrivare al 1933 attrezzato ideologicamente e anche dal punto di vista organizzativo. Al contrario di quanto sostenuto dal KPD, si capì che il regime sarebbe durato almeno per un decennio e ci si rese conto che il numero ridotto di militanti non rendeva possibile grosse iniziative. Venne fondato un comitato estero a Strasburgo (verrà poi trasferito a Parigi), dove si rifugiarono i dirigenti più in vista come Brandler e Thalheimer, mentre la direzione interna rimaneva a Berlino, guidata inizialmente da Robert Siewert, Fritz Wiest e Hans Tittel. Altri centri organizzativi erano Breslavia, Lipsia e Stoccarda. Il lavoro politico clandestino consisteva essenzialmente in due compiti. Il primo era l'informazione sul regime nazista attraverso la diffusione di materiale clandestino prodotto all'estero, tra cui Gegen den Strom, permettendo così un seppur labile collegamento con i gruppi del movimento operaio in esilio. Il secondo era l'organizzazione di gruppi sindacali (dunque transpartitici) nelle industrie, in particolare quella metallurgica, un lavoro diretto da Walter Uhlmann. In questo ambito il KPO fece campagna per l'astensionismo alle elezioni sindacali nelle aziende, distanziandosi dalla tattica del KPD di piazzare candidati "rivoluzionari" nelle liste del DAF (il sindacato nazista) a causa della potenziale confusione ideologica e del rischio per gli attivisti del partito. La compattezza del partito permise di evitare grosse perdite nella clandestinità nei primi anni, ma, dopo alcuni arresti avvenuti tra 1934 e 1935 (tra cui quello di Siewert), nel 1937 l'arresto del contatto tra comitato estero e direzione interna permise alla Gestapo di azzerare completamente quest'ultima (fu arrestato tra gli altri Uhlmann), costringendo i superstiti (compreso Wiest) a fuggire e di fatto terminando l'attività clandestina organizzata del KPO sul suolo tedesco. 
A livello ideologico il partito salutò inizialmente con favore il nuovo corso del Comintern, con la tattica del fronte popolare assieme a socialisti e partiti borghesi progressisti, ma successivamente iniziò a criticarla "da sinistra", bollandola come "opportunista". Allo scoppio della seconda guerra mondiale l'opposizione comunista di destra in Germania e in Europa di fatto non esisteva più e, fatta eccezione per alcuni piccoli gruppi, non rinacque dopo il 1945.

## Ideologia e valutazione storica
In storiografia vengono date diverse valutazioni dell'ideologia del KPO. Se studiosi come Tjaden hanno visto differenze esclusivamente tattiche tra i due partiti, altri come Keßler hanno invece evidenziato anche una differente valutazione della democrazia borghese, vista dal KPO come il migliore terreno di lotta per raggiungere una società socialista. Questo non significa che si rinunci all'idea di superare l'ordinamento statale liberaldemocratico, esso viene visto però come il miglior punto di partenza per la lotta per il socialismo e dunque il partito si impegna nella sua difesa contro tutti i tentativi reazionari e fascisti di rovesciarlo. Alla "dittatura del proletariato" viene inoltre dato un significato diverso, venendo considerata possibile (perlomeno nei paesi avanzati, come la Germania) solo col sostegno della maggioranza dei lavoratori. Il fallimento del KPO (legato al fallimento della stessa democrazia di Weimar) sarebbe dunque, come già scritto da Hermann Weber, anche il naufragio del comunismo democratico in Germania.

### L'analisi del nazismo
Dove il KPO si distinse sia rispetto agli ex compagni di partito sia nei confronti dell'SPD, fu nella chiara percezione che ebbe del pericolo costituito dal nazionalsocialismo, anche grazie al lavoro teorico di Thalheimer, un'analisi che iniziò a prendere forma già tra 1928 e 1929 (quando la NSDAP sembrava ancora essere solo un fenomeno marginale) in un articolo di critica al programma della Terza Internazionale e in una serie di articoli pubblicati su Gegen den Strom, e che si sviluppò poi negli anni successivi. In aspra polemica con la teoria del "socialfascismo" adottata da KPD e Comintern, che allargava la definizione di fascismo a tutti i partiti borghesi fino alla socialdemocrazia (vista come "l'ala sinistra del fascismo"), Thalheimer prese le mosse dall'analisi marxiana del bonapartismo di Napoleone III, mostrandone le similitudini (in un contesto storico profondamente diverso) con l'ascesa del fascismo.
Come tra 1848 e 1849 in Francia, in una situazione di crisi la borghesia risponderebbe alla pressione della classe operaia e della parte proletaria del mondo contadino distaccandosi dalla propria rappresentanza politica e rinunciando (nei loro piani temporaneamente) al potere esecutivo, ma salvaguardando così il regime di proprietà privata. Il potere statale acquisirebbe dunque una propria autonomia nell'ambito di un processo violento e parzialmente incontrollato, col quale i nuovi detentori del potere diverrebbero elementi provenienti dalla piccola borghesia ed emarginati della borghesia o del Lumpenproletariat, capaci di difendere la macchina statale e la borghesia dall'offensiva rivoluzionaria, e di trovarvi la propria fonte di esistenza. Secondo Thalheimer essi devono essere guidati da un capo carismatico capace di parlare alle masse e che si fa garante del benessere di queste ultime.
Infine Thalheimer rifiutò l'analisi di KPD e SPD, secondo le quali il fascismo in Germania, a differenza che in Italia, non sarebbe stato possibile a causa della forza del movimento operaio e dell'avanzato sviluppo della società ed economia, sostenendo al contrario che non solo era possibile, che Hitler non avrebbe ceduto il potere una volta conquistatolo, e che il suo governo avrebbe significato la liquidazione della democrazia borghese e la distruzione del movimento dei lavoratori, senza più alcuna legge a vincolarne l'azione, ma che il fascismo tedesco avrebbe avuto tra le proprie caratteristiche anche l'antisemitismo e mire più ambiziose sul piano internazionale.